# Legalización de las drogas
La legalización de las sustancias ilícitas es una propuesta realizada por activistas e instituciones que tiene como objetivo la modificación de las leyes que prohíben el consumo de ellas, su suministro y su producción. El argumento central está basado en el derecho fundamental que cada persona tiene a elegir cómo quiere llevar su vida, que incluye la obligación que el Estado tiene de respetar la decisión del ciudadano sobre las sustancias que decida utilizar o consumir. Otros partidarios de esta medida basan su defensa en la creencia de que sería un medio importante para erradicar las mafias relacionadas con el narcotráfico, el narcomenudeo y sus consecuencias sobre la estabilidad política y social de los países productores.

## Política
Quienes proponen la legalización de las drogas apoyan diferentes razones (económicas, morales, éticas y médicas), con objetivos diversos. Los objetivos más comunes son:
- Legalización: Asume que las drogas se consumen y es necesario establecer un marco legal que las regule.
- Descriminalización: Trata de recaudar impuestos, evita la corrupción política y policial que las drogas provocan.
- Reducir el número de muertes violentas: En Centroamérica, los cárteres de la droga son responsables de más del 60% de las muertes violentas en los países que sirven de puente en el trasiego de drogas hacia Europa y Estados Unidos. La guerra contra el narcotráfico en México hasta el 2011 ha dejado más de 45.000 muertes violentas, entre ellas de muchos civiles e inmigrantes. La descriminalización y regulación tiene como objetivo desfinanciar a los cárteres y con ello facilitar a los gobiernos el combate a los crímenes (secuestros, extorsiones, blanqueo de dinero, etc.), fruto de tales actividades ilícitas.
- Racionalizar las leyes: Carece de sentido que sustancias legales como el alcohol o el tabaco sean legales siendo notablemente más dañinas que otras cuyo uso no medicinal se prohíbe. Eso quita la confianza de la población hacia el gobierno.

### Legalización total y legalización regulada
Esta posición pide el fin de la prohibición de la distribución o venta y el uso personal de drogas actualmente prohibidas. Los sistemas varían desde la legalización total, que eliminaría completamente todas las formas de control gubernamental, a diversas formas de legalización regulada donde las drogas estarían legalmente disponibles bajo un sistema de control del gobierno, lo que implica:
- Etiquetado legal sobre dosis y advertencias médicas.
- Restricciones a la publicidad.
- Limitaciones de edad.
- Restricciones en la cantidad comprada en un tiempo.
- Requisitos sobre la forma en que ciertas drogas se pueden suministrar.
- Licencias de usuario especial para comprar drogas en particular.

El sistema de legalización regulado probablemente tendría una serie de restricciones para las diferentes drogas, según la percepción de su riesgo, así que mientras algunos medicamentos se venden sin receta en las farmacias u otros establecimientos autorizados, las drogas con mayor riesgo de daño sólo podrían estar disponibles para la venta en instalaciones autorizadas donde su uso pueda ser controlado y cuidado por un médico de emergencia siempre disponible. Ejemplos de sustancias con diferentes niveles de distribución regulada en la mayoría de países son: la cafeína (café, té), la nicotina (tabaco), el alcohol etílico (cerveza, vino, licores) y los antibióticos.
No todos los defensores de la legalización de las drogas comparten necesariamente un marco ético común, y la gente puede adoptar este punto de vista por varias razones. En particular, estar a favor de la legalización de las drogas no implica la aprobación del uso irresponsable de drogas.[cita requerida]

### Plataforma para la legalización
Por un lado observamos a las personas que defienden la legalización de las drogas. En este ámbito se encuentran todo tipo de colectivos. Unos que buscan fines terapéuticos, individuos que son usuarios de drogas y buscan ejercer su libertad individual, etc. Atendiendo a esta defensa, nos centramos en un partido político y varias plataformas para la legalización de las drogas:
•Espiral: La legalización de las drogas reconoce el derecho de las personas a consumir cualquier sustancia y, acompañada con educación, es posiblemente la mejor estrategia para luchar contra el consumo abusivo y la drogodependencia, causas de la degradación humana del consumidor y de múltiples daños a su entorno. La ilegalización de las drogas no está resolviendo los problemas que el consumo de drogas genera en la salud pública y está fomentando otros problemas igualmente graves como el narcotráfico y las dudosas políticas gubernamentales de guerra contra el narcotráfico. La lucha legal contra las drogas se ha centrado, a nivel mundial, en la prohibición, la represión y la sanción de su uso (a excepción del tabaco y el alcohol). La ilegalización de las drogas vulnera derechos como la autodeterminación individual y el libre desarrollo de la personalidad, tan publicitados por los actuales sistemas de gobierno.
• Liberalismo.org expone 10 razones para la legalización:
- La legalización pondría fin a la parte exageradamente lucrativa del negocio del narcotráfico.
- La legalización reduciría dramáticamente el precio de las drogas, al acabar con los altísimos costos de producción e intermediación que implica la prohibición.
- Legalizar las drogas haría que la fabricación de dichas sustancias se encuentre dentro del alcance de las regulaciones propias de un mercado legal.
- El narcotráfico ha extendido sus tentáculos en la vida política de los países.
- Legalizar las drogas acabaría con un foco importante de corrupción, la cual aumenta en todos los niveles del gobierno debido a que una substancial cantidad de policías, oficiales de aduana, jueces y toda clase de autoridades han sido comprados, sobornados o extorsionados por narcotraficantes, creando un gran ambiente de desconfianza por parte de la población hacia el sector público en general.
- Los gobiernos dejarían de malgastar miles de millones de dólares en el combate de las drogas, recursos que serían destinados a combatir a otros criminales.
- Con la legalización se acaba el pretexto del Estado de socavar nuestras libertades con el fin de llevar a cabo esta guerra contra las drogas.
- Legalizar las drogas desactivará la bomba de tiempo en la que se ha convertido Iberoamérica, especialmente países como México, Centroamérica, Ecuador, Bolivia y Colombia.
- En una sociedad en donde las drogas son legales, el número de víctimas inocentes producto del consumo y la venta de estupefacientes se vería reducido substancialmente.
- La legalización conducirá a que la sociedad aprenda a convivir con las drogas, tal y como lo ha hecho con otras sustancias como el alcohol y el tabaco.

### Descriminalización.
La descriminalización de las drogas aboga por una reducción del control respecto a la situación legal actual.
Sus proponentes apoyan el uso de multas y otros castigos que reemplacen a la prisión y siempre que los usuarios no recibieran un fichaje penal como resultado. Un tema central de la descriminalización de las drogas es la reducción del daño.
La descriminalización de las drogas es, en cierto modo, una medida intermedia entre la prohibición y la legalización, que, sin embargo, ha sido criticada también como la peor de las opciones al mantener la venta ilegal y por tanto perpetuar los problemas asociados a la clandestinidad de la producción y distribución de drogas.
Beneficios de la marihuana medicinal
- Para tratar las migrañas: Doctores han tratado y reportado más de 300.000 casos en California en que se ha empleado la marihuana con fines medicinales, especialmente por su efecto analgésico. El 25 % de las mujeres y el 8 % de los hombres han sufrido migrañas alguna vez en su vida.

- Retrasa el crecimiento tumoral. La Asociación contra el Cáncer ha encontrado que retrasa los tumores en pulmones, pechos y cerebro considerablemente.

- Atenúa síntomas de enfermedades crónicas. Como intestino irritado o síndrome de Crohn por ser útil contra las náuseas, dolor abdominal y diarrea. El THC se comercializa bajo la marca Marinol desde 1989..

- Previene el Alzheimer.

- Trata el glaucoma. Ayuda a bajar la presión intraocular.

- Previene dolores. Es relajante muscular y tiene propiedades antiespasmódicas.

- Ayuda en los trastornos ADD y ADHD. Es la perfecta alternativa al Ritalin para tratar desórdenes sin los negativos efectos de los fármacos. ADHD afecta al 4,1 % de los adultos entre los 18 y 44 años.

- Puede tratar la esclerosis múltiple. Para los efectos neurológicos y espasmos musculares causados por la enfermedad.

- Ayuda con el síndrome pre menstrual. Alivia los dolores. El 75 % de las mujeres lo padecen.

- Ayuda a calmar a personas con Trastorno Obsesivo Compulsivo y Síndrome de Tourette.

Toda sustancia lleva inherente un riesgo para la salud humana, cuando se consume en dosis excesivas. La marihuana también. No existe ninguna sustancia inocua en el mundo que no provoque daños en cantidades abusivas.

## Economía
Hay varios impactos económicos y sociales en la criminalización de las drogas. La prohibición incrementa el crimen (robo, violencia, corrupción política y policial) y el precio.
“La legalización de las drogas reduciría su precio en más del 90 %, dando como resultado que los adictos no tendrían que cometer delitos para financiar ese hábito tan costoso. Por otro lado, la caída del precio eliminaría las enormes utilidades que obtienen los narcotraficantes y desalentaría la integración de las bandas de jóvenes que viven en los guetos.
“La conexión entre criminalidad y consumo de drogas se debilitaría considerablemente, si las drogas fueran legales y baratas”.
Si se hace en mercados grandes, pero secundarios, como México, su efecto es marginal en el precio internacional y por lo tanto persistirían tanto las ganancias extraordinarias como la delincuencia organizada vinculada a su comercio.
Hay muchas ópticas en el debate de la legalización. Sin embargo, la que está más que demostrada por todo tipo de investigaciones desde hace años es que la legalización o regulación del consumo de drogas en los mercado relevantes, abate su precio respecto al que tenían cuando eran ilegales.

## Legalización por país

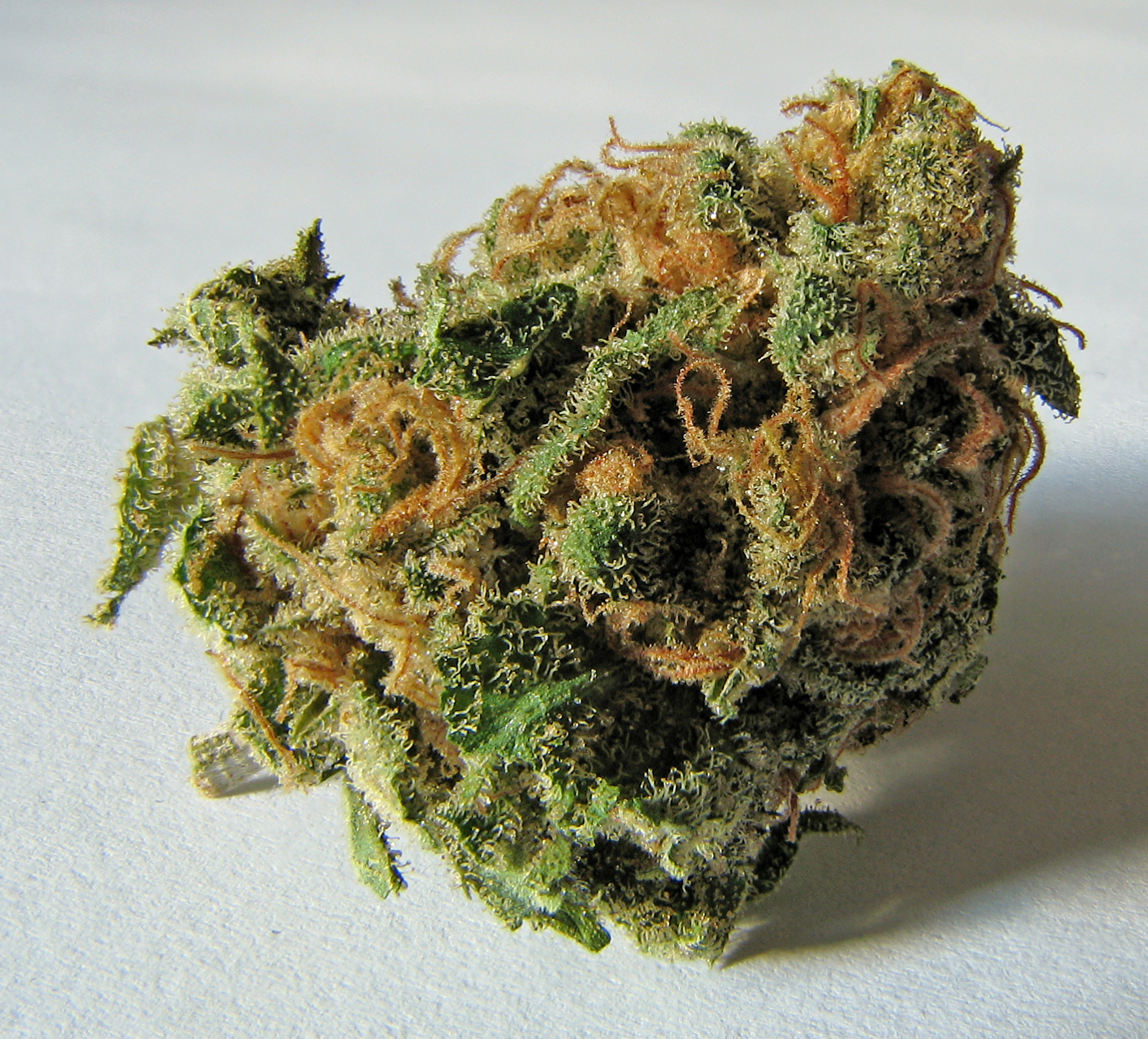
Cogollo de Cannabis sativa

Dentro de la Unión Europea, España y Portugal no consideran que la tenencia de drogas para consumo personal sea un delito punible. La tenencia para uso personal sigue siendo ilegal en los Países Bajos y la República Checa, pero se establecieron directrices para que la policía, los fiscales y los tribunales no impongan pena alguna, ni siquiera multas, hasta cierta cantidad. Otros países imponen sanciones administrativas y solo unos pocos, como Suecia, Letonia y Chipre, contemplan sentencias de prisión por la tenencia de pequeñas cantidades.
Recientemente, en agosto de 2023, el gobierno de Alemania aprobó un proyecto de ley para legalizar la comercialización del cannabis para uso recreativo. Esto convertirá al país germano en el segundo país en la Unión Europea, tras Malta, en dar este paso. De acuerdo a esta iniciativa, los ciudadanos podrán adquirir hasta 50 gramos de esta droga al mes a través de asociaciones creadas para este fin.

### Argentina
Si bien la legislación vigente, establece en la ley penal 23.737 que todo lo relacionado con las drogas excepto el consumo, es decir: la simple tenencia (el mayor mecanismo legal utilizado para perseguir a los consumidores), la producción (sea para consumo personal o venta), el comercio, el almacenamiento, el transporte y el hacer apología al uso de drogas es delito. En agosto de 2009, la Corte Suprema argentina declaró en el histórico "fallo Arriola" inconstitucional enjuiciar a los ciudadanos por utilizar medicamentos para su uso personal - los adultos deben tener libertad para tomar decisiones sobre su estilo de vida sin la intervención del Estado. En el mencionado fallo la Corte suprema insta al poder legislativo nacional a modificar la ley vigente para adaptarla a la jurisprudencia asentada. Ya que en la Argentina los fallos de la corte se aplican únicamente al caso particular sin modificar la legislación de fondo.
En el 2020 se reavivó el debate por la despenalización de la marihuana luego de que avancen proyectos a nivel federal de cultivo de cannabis para uso medicinal. El Presidente Alberto Fernández se ha pronunciado a favor de la despenalización y legalización desde el comienzo de su campaña electoral. Aun así, ningún de estos proyectos mencionados logró discutirse en el Congreso de la Nación Argentina. 

### Brasil
Cambios legislativos en 2002 y 2006 resultaron en una despenalización parcial de la posesión para uso personal en territorio brasileño. Las penas de prisión ya no se aplican y fueron sustituidas por medidas educativas y servicios comunitarios. Sin embargo, el hecho de que el consumo haya dejado de ser delito, se establezcan penas de hasta cinco años de prisión por la venta al menudeo de pequeñas cantidades. Una investigación realizada en 2009 sobre procesos criminales por tráfico de drogas, en Río de Janeiro y Brasilia, demostró que el sistema penal es selectivo, y que los que venden pequeñas cantidades de drogas, constituyen el 60 % de los condenados.

### Canadá
El cultivo de "Cannabis" es actualmente legal en Canadá excepto para uso médico. En cualquier caso, el uso del cannabis por parte del público general está tolerado hasta cierto grado y varía en función del lugar y la jurisdicción, existiendo una vigorosa campaña para la legalización.
En 2001, el periódico Globe and Mail ofrecía una encuesta con datos del año 2000 según la cual el 47 % de los canadienses estaban de acuerdo con la frase "El uso de la marihuana debería estar legalizado", frente al 26 % que opinaba lo mismo en 1945. Una encuesta más reciente mostraba como más de la mitad de los canadienses apoyaban la legalización. El desarrollo tras las elecciones de 2008 es, sin embargo, mucho más restrictivo con penas mínimas más altas para el crimen relacionado con las drogas y propuesto por el primer ministro Harper.

### Chile
El cultivo de Cannabis es legalmente posible en Chile, pero precisa de una autorización del SAG (Servicio Agrícola y Ganadero), el año 2014 se concedió la autorización para plantar cannabis a la municipalidad de La Florida, en vías de un programa de marihuana medicinal. 
El consumo de drogas en Chile, a diferencia del narcotráfico, no es considerado delito; sin embargo, se sanciona como falta el que se haga en espacios públicos.

### Colombia
En Colombia el uso personal de las drogas es despenalizado, siendo permitida una dosis mínima personal, esto de acuerdo con la sentencia C-221 de 1994 de la Corte Constitucional Colombiana, de acuerdo con la cual en virtud del derecho fundamental al desarrollo de la libre personalidad, las as podrán elegir si consumen o no drogas, lo que incluye estupefacientes diferentes a la marihuana, frente a la cual el cultivo es posible hasta un máximo de 20 plantas de marihuana por persona y es legal portar hasta 20 gramos de esta para consumo personal.[cita requerida]

### México
En México se realiza un reglamento donde se indican cuales son los lugares donde se pueden vender este tipo de sustancias en el año de 1846, y para 1884 surge un catálogo de sustancias tóxicas y peligrosas.
En 1940, el entonces presidente Lázaro Cárdenas legalizó las drogas, pero tuvo que retractarse de tal propuesta. La medida sólo duró unos meses.
El país es una de las principales vías de traslado a los Estados Unidos, lo cual crea un ambiente problemático donde existen las confrontaciones por el traslado ilegal de sustancias ilícitas, además de que el consumo se ha proliferado dentro del territorio mexicano. Por lo tanto, se han tomado medidas legales para evitar estos problemas:
En abril de 2010 el Congreso de la Unión adoptó el ‘Decreto del Narcomenudeo’, eliminando todas las sanciones por cantidades para uso personal: 5 gramos de cannabis, 2 gramos de opio, 0,5 gramos de cocaína, 50 miligramos de heroína o 40 miligramos de metanfetamina. Las personas con adicción se someterán a tratamiento obligatorio solamente después del tercer arresto. El decreto entró en vigor en agosto de 2009.
En 2009 en el estado de Nuevo León, se instaló la primera corte de drogas (Tribunal para el Tratamiento de Adicción, como se le conoce oficialmente) del país, un sistema creado en el Condado de Miami-Dade, Florida en 1989 que tiene como fin rehabilitar a las personas que comenten un crimen bajo el influjo de alguna droga. Cinco años después, en 2014, se instaló otra más en el estado de Morelos.
En junio de 2014 el Partido de la Revolución Democrática (PRD) presentó una iniciativa con la que pretende se logre aumentar la cantidad de marihuana que se permite portar, así como aceptar y llevar a cabo el uso medicinal de la planta. Las dos cosas en el estado de Jalisco.
La ley define estrictamente la dosis personal lo que podría conducir a condenas de cárcel para los que sean sorprendidos con cantidades mayores a las que permite. En septiembre de 2010, la Suprema Corte de Justicia de la Nación (SCJN) declaró válida la reforma a la ley.

### Guatemala
La legalización de las drogas mantiene un argumento central está basado en el derecho fundamental que cada persona que tiene de elegir cómo quiere llevar su vida. Otros se basan en la creencia de que sería un medio importante para erradicar las mafias. A pesar de que el 79 % de la población guatemalteca se opone a la legalización de las drogas en el país, las declaraciones del mandatario guatemalteco acogen de manera favorable. Por otra parte la Asamblea General de la OEA, busca avanzar en el debate sobre una política integral para hacer frente al problema mundial de las drogas en América. 
Al ser un problema que involucra diferentes parámetros, su manejo se vuelve complicado hasta el punto, que podría ser contraproducente. El presidente de Guatemala, Otto Pérez Molina, comenzó en febrero de 2012 un esfuerzo para despenalizar las drogas. Dicha iniciativa incluiría a toda la región Centroamericana, México y Colombia. Pérez Molina presentará esta iniciativa en la próxima cumbre centroamericana de presidentes.

### República Checa
En 14 de diciembre de 2009, la República Checa adopta una nueva ley que tiene efecto el 1 de enero de 2010 y permite a una persona la posesión de hasta 15 gramos de marihuana o 1,5 gramos de heroína sin cargos penales. Estas cantidades son mucho mayores que en otros países de la Unión Europea, haciendo de la República Checa el país más tolerante del mundo en esta materia.

### Países Bajos
La revisión de la Ley del Opio de 1976 introdujo la descriminalización legal del cannabis. El consumo dejó de ser un delito en los Países Bajos y la tenencia de hasta 30 gramos se convirtió en un delito menor, mientras que la tenencia de más de 30 gramos siguió siendo un delito penal. Desde entonces, los café holandeses, donde los consumidores pueden comprar una cantidad limitada de cannabis, ocupan un lugar altamente simbólico como paradigma de políticas liberales en materia de cannabis. Sin embargo, el fenómeno suele interpretarse erróneamente.
Contra lo que habitualmente se piensa, la tenencia de cannabis en los Países Bajos – no el consumo – está tipificada como delito. La política holandesa es una descriminalización de facto de la tenencia, la compra y la venta de cantidades para el consumo personal de cannabis, aunque de iure estas actividades no estén permitidas. Esta política está basada sobre el «principio de conveniencia», una opción discrecional dentro del derecho penal holandés que les permite a las autoridades abstenerse de interponer acciones penales. También se admite el cultivo de hasta cinco plantas por persona para consumo personal.
El régimen se rige por las directrices nacionales oficiales emitidas por la fiscalía: se tolera la venta minorista de cannabis siempre que las bocas de venta cumplan con los criterios llamados ahoja-g (por la sigla que conforman en holandés): nada de publicidad manifiesta, nada de drogas duras, nada de disturbios o alteraciones del orden público, nada de venta a menores y nada de ventas en grandes cantidades. La fiscalía asignó la «prioridad judicial más baja» a las investigaciones y acciones contra la tenencia para consumo personal y otorgó una amplia discrecionalidad a los municipios.
Así, los Países Bajos pasaron de la «tolerancia cero» a la legalización de facto, al menos en la «puerta principal», es decir, los cafés en los que se vende cannabis. Los problemas continúan en la «puerta de atrás»: los propietarios de los cafés deben comprar el cannabis en un mercado que sigue siendo ilegal. Los proveedores todavía pueden ser procesados por transportar cannabis a los cafés y es posible detener a los propietarios de los establecimientos por adquirirlo, a pesar de que tienen permitido venderlo.
En 1996 el gobierno decidió endurecer las directrices de modo de conservar la esencia del modelo. La venta se redujo de hasta 30 gramos a 5 gramos por transacción, y se estableció un límite de 500 gramos de cannabis de tenencia in situ. Además, la edad mínima de admisión en los cafés pasó de 16 a 18 años. El gobierno habilitó nuevos instrumentos legales para que los municipios pudieran reducir la cantidad de cafés, entre ellos la opción de prohibirlos. La cantidad de cafés sufrió una reducción drástica: de un pico de 1.500 en los inicios pasó a 813 en 2000, hasta llegar a 702 en 2007.
A pesar de la venta libre, los niveles de consumo de cannabis son similares a los de los países vecinos, Alemania y Bélgica, y mucho más bajos que en el Reino Unido, Francia y España.

### España
España adaptó su Código Penal a la Convención Única sobre Estupefacientes en 1973. Al año siguiente, el Tribunal Supremo determinó que al consumo personal no entraba dentro de los llamados "delitos contra la salud pública", lo que provocó que España fuera el primer país europeo en despenalizar no solo el consumo personal de drogas, sino también los actos preparatorios, incluyendo el cultivo. Sin embargo, nunca se ha llegado a aprobar una regulación administrativa de estas cuestiones, lo que ha provocado una gran inseguridad jurídica, sobre todo en casos de cultivo o posesión colectivos. La tenencia y el consumo en lugares públicos se castigan con multas de 601 a 30.000 euros. 
A pesar de la indefinición legal, la despenalización ha permitido la aparición desde el año 2001 de los llamados Clubes Sociales de Cannabis, asociaciones sin ánimo de lucro formadas por personas previamente usuarias que cultivan en circuito cerrado para los propios miembros de la asociación, que dispone de un lugar privado para el consumo. A pesar de diversas intervenciones policiales y judiciales, estas asociaciones se han extendido hasta llegar a ser muy numerosas. Solo hay datos oficiales en el País Vasco y Cataluña, donde suman alrededor de 200 asociaciones de este tipo y donde en 2012 ambos gobiernos regionales han comenzado el proceso para aprobar una regulación administrativa de los clubes. A diferencia del modelo holandés, donde el cultivo no está regulado y se lleva a cabo en la clandestinidad, en este modelo es el propio club el que cultiva bajo el control de los miembros y sin que exista un fin comercial que pueda propiciar la promoción del consumo. También existen clubes similares en Bélgica, Alemania y Francia.

### Portugal
En 2001, Portugal se convierte en el segundo país de la Unión Europea tras España en abolir los castigos penales por posesión de droga a nivel personal. Además, los usuarios deben cumplir con terapias en lugar de sentencias que provoquen prisión. Como explicó un alto funcionario del Ministerio de Sanidad: «Se trata de perseguir la enfermedad, pero no a los enfermos. El Estado portugués está contra la droga. Por eso su consumo no está prohibido. Peque le dirigirá a un centro de desintoxicación si fuera necesario, pero sin que conste en ningún fichero policial o judicial.
El éxito de esta nueva política de no criminalizar la posesión de drogas ha sido notable ya que el consumo ha disminuido [cita requerida]. En cuanto al cannabis Portugal se encuentra en el puesto número 18 de la Unión Europea, mientras que la vecina España ocupa el tercer lugar.
Investigaciones del Cato Institute, dirigidas por Glenn Greenwald, encontraron que cinco años después de la descriminalización, el uso de drogas ilegales por parte de los jóvenes ha decrecido, la ratio de infecciones de VIH entre usuarios ha caído y las muertes por heroína y drogas afines bajaron de 281 en 2001 a 133 en 2006, duplicando, a la vez, el número de persona que buscan tratamiento por adicción. Desde cualquier punto de vista, afirma Greenwald, el experimento portugués ha sido un éxito completo.
Peter Reuther, profesor de criminología y políticas públicas de la University of Maryland, College Park, sugiere que aunque la descriminalización fija su objetivo en la paralización del crecimiento de consumo de drogas, las ratios de consumo de heroína se deben a su naturaleza cíclica.
En septiembre de 2012, el Bloco de Esquerda ha anunciado la presentación de una propuesta parlamentaria para regular el uso, cultivo y distribución de cannabis, que incluye la posibilidad de cultivar diez plantas por persona, llevar encima la cantidad necesaria para el consumo de un mes (75 gramos si se trata de marihuana y 15 gramos en el caso de la resina de hachís) y permite la creación Clubes Sociales de Cannabis, similares a los que ya existen en España y otros países europeos.

### Uruguay
La legislación uruguaya vigente establece que el consumo de drogas es legal, mientras que son ilegales toda forma de producción, fabricación, plantación, tráfico o posesión de drogas, salvo que las cantidades de esta última sean para uso personal. La discriminación sobre si la cantidad poseída era para uso personal o con intención de traficar la realiza el juez actuante. Desde 2011 se estuvieron presentado varios proyectos de ley tendientes a modificar la legislación actual en lo que respecta al uso del cannabis permitiendo el autocultivo, y en el transcurso del año 2012 se planteó desde el Poder ejecutivo la posibilidad de aprobar un proyecto de ley por el que el Estado se haría cargo de la producción y comercialización de esta sustancia. El 10 de diciembre de 2013 Uruguay se convirtió en el primer país del mundo en legalizar la producción, tenencia y uso de marihuana, logrando de esta forma que sea cien por ciento legal. La marihuana se venderá en farmacias a mayores de 18 años de edad, pudiendo adquirirse hasta 40 gramos de la misma por persona. En un debate legislativo con 16 votos a favor el Senado ha aprobado la iniciativa promovida por el presidente José Mujica en 2012, como una alternativa para poner fin al narcotráfico.

### Estados Unidos
En noviembre de 2012, fue aprobada a través del voto general, la iniciativa 502 (I-502) la cual fue elaborada por la Legislatura del Estado de Washington, por medio de la cual por primera vez se eliminan las sanciones criminales para cualquier mayor de 21 años que porte 28.5 gramos o menos de la droga para uso recreativo personal, dicha norma también legaliza la posesión de hasta 0.45 kilogramos de cannabis sólido para consumo y hasta 2.4 kilogramos en forma líquida, aunque siguen existiendo restricciones a conducir bajo la influencia de cannabis, el consumo en lugares públicos y el consumo de esta droga en lugares donde la ingesta de alcohol también está prohibida.
En 2014, primero en el estado de Colorado y después en el de Washington, se comenzó la venta legal, para uso recreativo, de los productos del cáñamo. Se espera que algunos otros estados pronto permitan lo mismo: Oregón, y Alaska.
En 2015 el Distrito de Columbia ha legalmente ratificado, bajo la ley conocida como "Iniciativa 71", que pequeñas cantidades de marihuana (en inglés marihuana) pueden ser utilizadas para consumo personal en propiedad privada.
Coincide con la legalización de la marihuana una baja en el número de casos de sobredosis de opioides. Los estados que han legalizado la marihuana han visto una baja en el número de accidentes de carretera. Aunque ha habido casos de accidentes de carretera en que el consumo de cannabis fue la causa, o una de varias posibles causas, el número es muy inferior al número de accidentes ocasionados por el alcohol durante el mismo período.
Otros estados, como Nueva York, sin llegar a la legalización abierta, han despenalizado la posesión de pequeñas cantidades. La despenalización, en la práctica, implica una pequeña multa (€20 - €80), como máximo, y no deja antecedentes criminales.
Sigue ilegal el cannabis bajo leyes federales, pero no se busca el cumplimiento de estas leyes cuando estén en conflicto con leyes estatales. Algunos ven en esta posición el influjo personal del presidente Obama, famoso consumidor de cannabis cuando joven. En sus propias palabras, "De joven, inspiraba. De esto se trataba" (alusión a una famosa declaración del antiguo presidente William Clinton, quien dijo que había fumado, pero sin inspirar).
Varios municipios, sobre todo en los estados de Míchigan (Lansing, la capital, Jackson y Ferndale), Santa Fe, la capital de Nuevo México, Filadelfia, Pensilvania, y Portland, Maine, han votado la despenalización de pequeñas cantidades de cannabis. Se espera que en noviembre de 2014, unos 20 otros municipios decidan esta cuestión para sus ciudadanos. El impacto de estos votos no está claro, pues están en conflicto tanto con leyes estatales como con federales.
Tras este proceso ha sido la anterior legalización del cannabis para fines medicinales. En California se votó en 1996, y aunque es necesaria una receta médica, son fáciles de conseguir y de hecho es casi una legalización general. En Washington D. C. y otros 22 estados, a mediados de 2014, es legal bajo restricciones el uso medicinal del cannabis, aunque no se aplica en todos ellos a todas las variedades de cannabis, y las condiciones son muy variadas y a veces muy restrictivas.
En 2020, por referéndum simultáneo a las elecciones presidenciales, Oregón se convirtió en el primer estado estadounidense en despenalizar la posesión en pequeñas dosis de drogas duras como la cocaína y la heroína, y de legalizar el acceso a hongos alucinógenos para uso terapéutico.

### Luxemburgo
En Luxemburgo el consumo de drogas está castigado con penas de 8 días a 5 años de privación de libertad y multas de 248 a 247.894 euros. La producción y el tráfico de drogas está castigado con penas de 1 a 20 años de privación de la libertad y multas de 498 a 1.239.468 euros.

### Bélgica
En Bélgica es legal la posesión, no siendo mayor lo portado a 11 gramos desde el 2005

## Partidos políticos
Algunos de los partidos políticos que apoyan la legalización y liberalización de las leyes de control de drogas son los Partidos Cannábicos y muchos partidos liberales. Estos partidos abogan por un uso del cannabis no sólo como droga terapéutica, sino también como planta con diversos usos. Algunos de los nombres incluyen los términos Marijuana Party, Ale Yarok, Partido Cannabis, Grassroots Party o Partido por la legalización del Cannabis.

## Políticos
La senadora colombiana Alexandra Moreno Piraquive, está a favor de la legalización regulada del cultivo, procesamiento, comercialización y consumo de psicotrópicos (con limitaciones tipo Ley Antitabaco), como solución de fondo a los altos e infructuosos costos humanos, sociales, ambientales y financieros que implica la lucha antidrogas. La legalización acabaría con el Mercado negro y el consecuente Dinero negro que genera el Narcotráfico, en el que Colombia ha llevado la peor parte como lo son los numerosos muertos, la corrupción política y social, así como el daño ambiental.
El expresidente mexicano Vicente Fox se pronunció a mediados del año 2012 en contra del actual régimen prohibicionista que, según dijo, repercutió particularmente mal en su país

## Intelectuales
Muchos escritores, académicos y artistas se han manifestado en contra de las medidas que se toman a nivel mundial en contra del tráfico ilícito de estupefacientes.
El profesor de la Universidad de Harvard Jeffrey Miron, que durante 15 años ha estudiado las consecuencias de la penalización de las drogas, opina que su prohibición es la peor solución para prevenir su consumo. En este sentido enuncia tres efectos nocivos de la prohibición de las drogas: el mercado negro y el consecuente coste de vidas, las limitaciones a las personas que no las consumen y el alto coste económico de garantizar la prohibición.
En Colombia Antonio Caballero ha denunciado por muchos años la presencia del narcotráfico en la vida social, militar, política, artística y religiosa de los colombianos. En su discurso siempre sale a relucir lo ineficiente de la lucha en contra de las drogas, la doble moral de los países consumidores frente a los productores, la conveniencia de los primeros en mantener una guerra en contra de los narcotraficantes y la de la clase dirigente de los países productores al escudarse en este conflicto para mantener las desigualdades.
Antonio Escohotado es un jurista y ensayista español considerado paladín hispano de la lucha por la legalización del consumo de sustancias psicoactivas. Una de sus obras fundamentales es el trabajo de investigación teórica y empírica Historia general de las drogas, publicado en 1989 y reeditado en 1995 y 2003.
En ese sentido, Antonio Escohotado reconoce la influencia del psiquiatra estadounidense Thomas Szasz y sus trabajos anti siquiátricos y a favor de los derechos individuales como fundamental en sus luchas contemporáneas.´
El comentador político norteamericano Bill Maher apoya abierta y económicamente la legalización de la marihuana, y habla a menudo de su consumo personal. Hay un grupo activo de policías y antiguos policías que se oponen públicamente a la guerra contra las drogas.

## Instituciones
En 2011 algunas personalidades de la política mundial crearon la "Comisión global de política de drogas", con el fin de llevar al nivel internacional una discusión basada en evidencias sobre formas humanitarias y efectivas de reducir el daño causado a los individuos y las sociedades por las drogas y por las políticas de control de drogas. En 2021 la Comisión publicó un informe titulado "Hora de poner fin a la prohibición".
En 2023, el Alto Comisionado de las Naciones Unidas para los Derechos Humanos denunció el fracaso de las políticas punitivas sobre drogas y la guerra global contra las drogas, y pidió un nuevo enfoque basado en la salud y los derechos humanos, incluso a través de la regulación legal de las drogas.